# Traffic (Band)
Traffic war eine englische Rockband der späten 1960er und frühen 1970er Jahre aus Birmingham, England. Die Band bestand aus vier hochkarätigen Musikern, die zunächst in einer Art Landkommune ihren Sound fanden: Steve Winwood, Dave Mason, Chris Wood und Jim Capaldi.

## Geschichte

### Erste Phase
Winwood gründete Traffic im Jahr 1967, nachdem er die Spencer Davis Group verlassen hatte. Ihre Debüt-Single Paper Sun war ein Hit in England. Die zweite Single Hole in My Shoe war sogar noch erfolgreicher.
Das erste Traffic-Album Mr. Fantasy (1967) war wie die Singles in Großbritannien erfolgreich. Das Album kam in den USA unter dem Titel Heaven is in your mind heraus, war dort  22 Wochen in den Charts und hatte großen Einfluss auf viele Musiker in den Staaten. Das zweite Album, Traffic, erschien im Jahr 1968. Auf diesem Album brachte Mason fünf Kompositionen (z. B. Feeling Alright) ein und sang die Lead-Stimme. Es gab Spannungen, da Mason nicht im Schatten Winwoods stehen wollte. Mason wurde von Winwood gefeuert. Nach einer anschließenden US-Tournee verließ Winwood die Band und gründete mit Eric Clapton die Band Blind Faith.

### Zweite Phase
Winwood spielte bei Blind Faith und begann anschließend, ein Solo-Album vorzubereiten, das letztendlich jedoch als neues Traffic-Album John Barleycorn Must Die erschien; es sollte das erfolgreichste der Gruppe sein.
Im Mai 1971 erweiterte sich die Band um Rick Grech, Jim Gordon und Reebop Kwaku Baah; es folgten weitere Alben. The Low Spark of High Heeled Boys kam in den USA in die Charts, nicht jedoch in Großbritannien. Die Band löste sich erneut auf, nahm aber gelegentlich neue Alben auf: Shoot Out at the Fantasy Factory (1973) und When the Eagle Flies (1974).

### Dritte Phase
Capaldi und Winwood hatten Solo-Erfolge, doch 1994 kam mit Far From Home ein neues Traffic-Album auf den Markt; beide gingen wieder als Traffic auf Tour, doch der große Erfolg blieb aus.
Dave Mason hatte einige Erfolge mit Solo-Alben in Europa, besonders aber in den USA, wohin er sein Wirken verlegte. Trotz hervorragender Virtuosität an der Gitarre gelang ihm aber nie der richtige Durchbruch.
Chris Wood starb in Birmingham (England) am 12. Juli 1983 an einer Lungenentzündung und den Folgen seines Alkohol- und Drogenkonsums. Jim Capaldi starb am 28. Januar 2005 in London an Magenkrebs.
Die Band wurde im Jahr 2004 in die Rock and Roll Hall of Fame aufgenommen.

## Besonderheiten
Im Jahr 1967 benannte sich die zuvor wenig erfolgreiche Londoner Band The Spectres, aus denen sich später Status Quo entwickelte, ebenfalls in Traffic um. Winwood und seine Bandkollegen konnten sich letztlich durchsetzen, so dass die Konkurrenten die Bezeichnung Traffic Jam wählten.

## Diskografie

### Studioalben
| Jahr | Titel                             | Höchstplatzierung, Gesamtwochen, AuszeichnungChartplatzierungen (Jahr, Titel, Platzierungen, Wochen, Auszeichnungen, Anmerkungen) | Höchstplatzierung, Gesamtwochen, AuszeichnungChartplatzierungen (Jahr, Titel, Platzierungen, Wochen, Auszeichnungen, Anmerkungen) | Höchstplatzierung, Gesamtwochen, AuszeichnungChartplatzierungen (Jahr, Titel, Platzierungen, Wochen, Auszeichnungen, Anmerkungen) | Höchstplatzierung, Gesamtwochen, AuszeichnungChartplatzierungen (Jahr, Titel, Platzierungen, Wochen, Auszeichnungen, Anmerkungen) | Anmerkungen        |
| Jahr | Titel                             | DE | CH | UK | US | Anmerkungen        |
| ---- | --------------------------------- | --- | --- | --- | --- | ------------------ |
| 1967 | Mr. Fantasy                       | — | — | UK16 (8 Wo.)UK | US88 (22 Wo.)US |                    |
| 1968 | Traffic                           | — | — | UK9 (8 Wo.)UK | US17 (26 Wo.)US |                    |
| 1969 | Last Exit                         | — | — | — | US19 (22 Wo.)US | mit Live-Aufnahmen |
| 1970 | John Barleycorn Must Die          | — | — | UK11 (9 Wo.)UK | US5 Gold · (38 Wo.)US |                    |
| 1971 | The Low Spark of High Heeled Boys | DE48 (1 Wo.)DE | — | — | US7 Platin · (30 Wo.)US |                    |
| 1973 | Shoot out at the Fantasy Factory  | — | — | — | US6 Gold · (29 Wo.)US |                    |
| 1974 | When the Eagle Flies              | — | — | UK31 (1 Wo.)UK | US9 Gold · (27 Wo.)US |                    |
| 1994 | Far from Home                     | DE22 (11 Wo.)DE | CH17 (6 Wo.)CH | UK29 (4 Wo.)UK | US33 (9 Wo.)US |                    |

grau schraffiert: keine Chartdaten aus diesem Jahr verfügbar

### Livealben
| Jahr | Titel                  | Höchstplatzierung, Gesamtwochen, AuszeichnungChartplatzierungen (Jahr, Titel, Platzierungen, Wochen, Auszeichnungen, Anmerkungen) | Höchstplatzierung, Gesamtwochen, AuszeichnungChartplatzierungen (Jahr, Titel, Platzierungen, Wochen, Auszeichnungen, Anmerkungen) | Höchstplatzierung, Gesamtwochen, AuszeichnungChartplatzierungen (Jahr, Titel, Platzierungen, Wochen, Auszeichnungen, Anmerkungen) | Höchstplatzierung, Gesamtwochen, AuszeichnungChartplatzierungen (Jahr, Titel, Platzierungen, Wochen, Auszeichnungen, Anmerkungen) | Anmerkungen |
| Jahr | Titel                  | DE | CH | UK | US | Anmerkungen |
| ---- | ---------------------- | --- | --- | --- | --- | ----------- |
| 1971 | Welcome to the Canteen | — | — | — | US26 (19 Wo.)US |             |
| 1973 | On the Road            | — | — | UK40 (3 Wo.)UK | US29 (24 Wo.)US |             |

grau schraffiert: keine Chartdaten aus diesem Jahr verfügbar
Weitere Livealben
- 2005: Last Great Traffic Jam

### Raritäten und Kompilationen
| Jahr | Titel              | Höchstplatzierung, Gesamtwochen, AuszeichnungChartplatzierungen (Jahr, Titel, Platzierungen, Wochen, Auszeichnungen, Anmerkungen) | Höchstplatzierung, Gesamtwochen, AuszeichnungChartplatzierungen (Jahr, Titel, Platzierungen, Wochen, Auszeichnungen, Anmerkungen) | Höchstplatzierung, Gesamtwochen, AuszeichnungChartplatzierungen (Jahr, Titel, Platzierungen, Wochen, Auszeichnungen, Anmerkungen) | Höchstplatzierung, Gesamtwochen, AuszeichnungChartplatzierungen (Jahr, Titel, Platzierungen, Wochen, Auszeichnungen, Anmerkungen) | Anmerkungen |
| Jahr | Titel              | DE | CH | UK | US | Anmerkungen |
| ---- | ------------------ | --- | --- | --- | --- | ----------- |
| 1969 | Best of Traffic    | — | — | — | US48 (14 Wo.)US |             |
| 1975 | Heavy Traffic      | — | — | — | US155 (3 Wo.)US |             |
| 1975 | More Heavy Traffic | — | — | — | US193 (4 Wo.)US |             |

grau schraffiert: keine Chartdaten aus diesem Jahr verfügbar
Weitere Kompilationen
- 1968: Here We Go round the Mulberry Bush

### Singles
| Jahr | Titel Album                                    | Höchstplatzierung, Gesamtwochen, AuszeichnungChartplatzierungen (Jahr, Titel, Album, Platzierungen, Wochen, Auszeichnungen, Anmerkungen) | Höchstplatzierung, Gesamtwochen, AuszeichnungChartplatzierungen (Jahr, Titel, Album, Platzierungen, Wochen, Auszeichnungen, Anmerkungen) | Höchstplatzierung, Gesamtwochen, AuszeichnungChartplatzierungen (Jahr, Titel, Album, Platzierungen, Wochen, Auszeichnungen, Anmerkungen) | Höchstplatzierung, Gesamtwochen, AuszeichnungChartplatzierungen (Jahr, Titel, Album, Platzierungen, Wochen, Auszeichnungen, Anmerkungen) | Anmerkungen |
| Jahr | Titel Album                                    | DE | AT | UK | US | Anmerkungen |
| ---- | ---------------------------------------------- | --- | --- | --- | --- | ----------- |
| 1967 | Paper Sun Heaven Is In Your Mind               | DE37 (4 Wo.)DE | — | UK5 (11 Wo.)UK | US94 (1 Wo.)US |             |
| 1967 | Hole In My Shoe Heaven Is In Your Mind         | DE21 (10 Wo.)DE | AT14 (4 Wo.)AT | UK2 (14 Wo.)UK | — |             |
| 1967 | Here We Go Round The Mulberry Bush –           | — | — | UK8 (12 Wo.)UK | — |             |
| 1968 | No Face, No Name, No Number Mr. Fantasy        | — | — | UK40 (4 Wo.)UK | — |             |
| 1970 | Empty Pages John Barleycorn Must Die           | — | — | — | US74 (8 Wo.)US |             |
| 1971 | Gimme Some Lovin’-Pt. 1 Welcome To The Canteen | — | — | — | US68 (7 Wo.)US |             |
| 1972 | Rock & Roll Stew...Part 1 –                    | — | — | — | US93 (2 Wo.)US |             |
| 1994 | Here Comes a Man Far from Home                 | DE87 (3 Wo.)DE | — | — | — |             |
| 1994 | Some Kinda Woman Far from Home                 | DE64 (10 Wo.)DE | — | — | — |             |

grau schraffiert: keine Chartdaten aus diesem Jahr verfügbar